# 伊藤惇夫
伊藤 惇夫（いとう あつお、1948年（昭和23年）8月28日 - ）は、日本のジャーナリスト、政治評論家（政治アナリスト）。

## 経歴
神奈川県出身。学習院大学法学部を卒業後、出版社勤務を経て、1973年に自由民主党本部事務局へ入職。自民党では広報を担当し、1989年から1992年まで自民党政治改革事務局主査補として政治改革大綱を取りまとめる。その後、羽田孜らと行動を共にして1994年に自民党を退職、1995年から新進党総務局、1996年から太陽党、1998年に民政党および民主党の事務局に勤務。太陽党以後は、いずれも事務局長を務めた。
新党の結成に次々と立ち会ったことから「新党請負人」の異名を持つ。2001年、民主党を退職し、政治アナリストとして独立。執筆業の他、ニュース番組やワイドショーなどでコメンテーターとして活動。学習院大学・明治学院大学・日本大学法学部並びに大東文化大学講師を務める。

## 著書
- 『政党崩壊』
- 『永田町権力者たちの情報戦争』
- 『永田町「悪魔の辞典」』
- 『政治の数字』
- 『永田町の回転ずしはなぜ二度回らないのか』
- 『民主党　～野望と野合のメカニズム～』新潮新書290 ISBN 978-4-10-610290-5
- 『国家漂流 -そしてリーダーは消えた-』中央公論社（2012年10月10日発行）

　その他

## 出演番組
- くにまるワイド ごぜんさま〜（文化放送・木曜出演）
- くにまるジャパン（文化放送・木曜出演）
- くにまるジャパン 極（文化放送・木曜・出演）
- ワイド!スクランブル（テレビ朝日、不定期）
- FNNスーパーニュース（フジテレビ、不定期）
- スーパーモーニング（テレビ朝日、不定期）
- ひるおび!（TBSテレビ、不定期）
- バイキングMORE（フジテレビ、不定期）
- FNN総選挙2012 ニッポンの決意 JAPAN'S DECISION（2012年12月16日、フジテレビ）コメンテーター
- BSフジLIVE プライムニュース （BSフジ、不定期）- 2015年2月9日
- 教えて!ニュースライブ 正義のミカタ（朝日放送、不定期）
- おはようコールABC(朝日放送2010年3月29日−2020年10月2日、月曜日）
- たかじんNOマネーBLACK（テレビ大阪、不定期）- 2015年3月14日
- 情報プレゼンター とくダネ!（フジテレビ、不定期）
- 生島ヒロシのおはよう一直線（TBSラジオ、不定期）